# 瀬能あづさ
瀬能 あづさ（せのう あづさ、1973年4月3日 - ）は、日本の歌手、女優。神奈川県厚木市出身。神奈川県立厚木北高等学校中退。愛称はあっちゃん。身長156cm。血液型はB型。

## 略歴
- 1989年 - 『パラダイスGoGo!!』（フジテレビ）の乙女塾2期生としてデビュー。アイドルグループCoCo[4]結成。
- 1991年 - 9月、シングル「もう泣かないで」でソロデビュー。
- 1992年 - 5月17日の日本武道館でのコンサートを最後にCoCoを脱退、以後ソロ活動に専念[4]。
- 1995年 - 6月、芸能界を引退する。
- 1996年 - 横浜ベイスターズ（当時）の石井琢朗との婚約を発表。
- 2000年 - 石井琢朗と離婚。
- 2003年 - 「AZU」名義でCDを販売（通販限定）。
- 2004年 - 写真集を発表。

## 来歴
乙女塾およびCoCoの元メンバー。おニャン子クラブに代わる新たなアイドルを発掘すべく始められたのがフジテレビの『パラダイスGoGo!!』（パラGo!!）で、そこで瀬能は三浦理恵子らとともに乙女塾2期生としてデビューし、CoCoのメンバーになる。
昔から歌が好きで、カラオケでもコブシをまわしながら演歌を熱唱するなど、単なる「唄う事が好きな女の子」ではない才能を露にしていた。パラGo!!時代から「次期・工藤静香」とも言われるほど歌唱力を買われており、CoCoとして工藤と同じプロダクション尾木に在籍することとなる。
その実力からCoCoでもソロパートを任されると、ソロCDデビュー。1992年に日本武道館公演をもってCoCoから脱退。高見沢俊彦（THE ALFEE）にその才能を認められ、セカンドアルバム『HORIZON』のほとんどの曲を高見沢が作曲するなど、アイドルとしてよりも歌手としての評価が高まっていった。瀬能自身はアイドルという殻を脱ぎ捨てて心機一転を図っていたが、多くのファンは最後までCoCo時代と同様の扱い（ライブ中のコール、バラード熱唱中の手拍子など）をやめなかった。
93年5月、X JAPANのTOSHIとの交際が報じられる。
石井琢朗との婚約を機に引退。2000年、離婚。石井との間に子供はいない。
2003年、g-crewのライブに「AZU」名義で参加。そこで披露した曲をオンラインのみで販売（通販限定。現在は販売中止）。
2004年に『週刊プレイボーイ』のグラビアで突然復帰し、そのグラビア写真を用いたセミヌード写真集を発売。その後は活動らしい活動はないままで、近況などは不明である。

## 人物・エピソード・トリビア
- 好きなアーティストはプリンセス プリンセスと今井美樹、山口百恵、森川美穂、浜田麻里等である。
- 車の種類に詳しく、その事をレギュラーを務めていたラジオ番組でもよくネタにしていた。
- プロレス好きで、好きなプロレスラーは長与千種。
- 中学生の時、深夜に目が覚めると枕元に泥棒が立っていたという体験をしている。危害は加えられなかったが、その後2か月ほど眠れない日が続き、体がやつれ、体重が40キログラム以下にまでなってしまった。
- 子供の頃、スカートを履いて友達と遊んでいた時、酔っ払いの年配男性が近づいてきて「ちょっと（スカートの中を）見せてごらん」と言われ、とても怖かったという[5]。
- 自身のラジオ番組がプロ野球中継で頻繁に潰れるため、いつも番組内でぼやいていた。放送時間が変わった時には、「この時間なら野球もないしね」と胸を撫で下ろしていた[6]。
- 高い歌唱力を持ち、曲のサビに繋がる盛り上がる部分やソロパートを多く担当していた。また後にその歌唱力を買われ、ソロ転向という理由でCoCoを脱退することとなった。
- CoCo在籍時には基本的にセンターのポジションを務め、CDジャケットにおいても中央に写ることが多かった。そのため、「CoCoのエースは瀬能あづさ」というイメージが強い。
- CoCo脱退について、「正直言って自分でもCoCoを抜けることになるとは思ってなかったんですよね、だからまずはビックリですよね。ただ、3年間やってきて、自分たちで想像してた以上に成長出来て、メンバーみんながそれぞれの今後を漠然と考える時期でもあって…。じゃあ、チャンスをもらったんだから頑張ってみようって。でも実際のところ全然実感なんてなかったんですよ」と後に語っている[どこ?]。
- CoCo脱退・独立に関しては、バーニングプロダクションの平野昌一プロデューサーからのアドバイス・薦めがあったとされている[7]。
- CoCo脱退後、日本テレビの『HYU2』（ヒューヒュー）という番組に出演。同番組で嘘発見器にかけられた際に出された「はっきり言ってCoCoを辞めて肩の荷が下りた」という質問に対し、瀬能が「いいえ」と答えると（全ての質問に「いいえ」と答える設定）嘘発見器が微妙な反応を見せた。一方で、「私は団体生活に向いていない」という質問への返答時には嘘発見器の反応がほとんど無かった。
- ソロでの初コンサートツアーは全会場で夜公演前の昼が三浦理恵子のソロ、前または翌日にCoCoの公演がありチケットのセット販売があった。その模様を収めたビデオも3本セットで販売された。
- ソロに転じた後、CoCoがレギュラー出演していたNHK BS2の『アイドルオンステージ』にゲスト出演し、5人での歌を披露した。またCoCoファイナルコンサートを含め、脱退後も2回飛び入り出演を果たしている。
- CoCoメンバーの三浦理恵子とは唯一の同級生メンバーということもあって特に仲が良く、ロケ[どれ?]や番組内[どれ?]でも常に一緒に行動しているほどであった。
- CoCoメンバーの羽田惠理香は、瀬能について「若いのにおばさんみたいなことを言う子」と語っている[どこ?]。

## ディスコグラフィ

### シングル
| 枚  | 発売日         | タイトル                      | 収録曲 | 備考                                                                    |
| --- | -------------- | ----------------------------- | --- | ----------------------------------------------------------------------- |
| 1st | 1991年9月4日   | もう泣かないで                | 1. もう泣かないで - 作詞：三浦徳子、作曲：羽田一郎、編曲：佐藤準 2. 悲しみを選んで - 作詞：森本抄夜子、作曲：都志見隆、編曲：船山基紀 3. もう泣かないで（オリジナル・カラオケ）                                                                               | - 「もう泣かないで」 テレビアニメ『らんま1/2 熱闘編』オープニングテーマ |
| 2nd | 1992年1月15日  | 見つめていても                | 1. 見つめていても - 作詞：三浦徳子、作曲：羽田一郎、編曲：船山基紀 2. 少し、離れてようよ 〜風の迷路〜 - 作詞：森本抄夜子、作曲：朝倉紀幸、編曲：船山基紀 3. 見つめていても（オリジナル・カラオケ） 4. 少し、離れてようよ 〜風の迷路〜（オリジナル・カラオケ） |                                                                         |
| 3rd | 1992年6月3日   | 君の翼 〜だいじょうぶだから〜 | 1. 君の翼 〜だいじょうぶだから〜 - 作詞：三浦徳子、作曲：羽田一郎、編曲：佐藤準 2. きれいな棘 - 作詞：森本抄夜子、作曲：羽田一郎、編曲：水島康貴 3. 君の翼 〜だいじょうぶだから〜（オリジナル・カラオケ） 4. きれいな棘（オリジナル・カラオケ）               | - CoCo脱退後初のシングル。                                              |
| 4th | 1992年10月21日 | あなたじゃなければ            | 1. あなたじゃなければ - 作詞：三浦徳子、作曲：中崎英也、編曲：上杉洋史 2. 素敵になれる - 作詞：三浦徳子、作曲：伊秩弘将、編曲：上杉洋史 3. あなたじゃなければ（オリジナル・カラオケ） 4. 素敵になれる（オリジナル・カラオケ）                                 |                                                                         |
| 5th | 1993年2月19日  | I miss You                    | 1. I miss You - 作詞：高見沢俊彦・三浦徳子、作曲：高見沢俊彦、編曲：武部聡志 2. キスをして、恋をして - 作詞：森本抄夜子、作曲：羽田一郎、編曲：水島康貴 3. I miss You（オリジナル・カラオケ） 4. キスをして、恋をして（オリジナル・カラオケ）                 |                                                                         |
| 6th | 1993年6月18日  | 失恋カフェ                    | 1. 失恋カフェ - 作詞・作曲：高見沢俊彦、編曲：武部聡志 2. 6月の海 - 作詞：沢ちひろ、作曲：伊秩弘将、編曲：上杉洋史 3. 失恋カフェ（オリジナル・カラオケ） 4. 6月の海（オリジナル・カラオケ）                                                                   |                                                                         |
| 7th | 1993年10月21日 | 秋                            | 1. 秋 - 作詞：高見沢俊彦・三浦徳子、作曲：高見沢俊彦、編曲：中村哲 2. 永遠に友達 - 作詞：森本抄夜子、作曲：松本比呂、編曲：上杉洋史 3. 秋（オリジナル・カラオケ） 4. 永遠に友達（オリジナル・カラオケ）                                                       |                                                                         |

### 映像作品
いずれもVHS、LDが発売。
| タイトル                          | 発売日                                | 備考 |
| --------------------------------- | ------------------------------------- | --- |
| 1ST. SOLO CONCERT                 | 1992年11月20日                        | 収録：1992年8月20日、埼玉県・大宮ソニックシティ 1. 君の翼～だいじょうぶだから 2. 土曜の夜にRainbow 3. ノーと言えない 4. 見つめていても 5. 愛になりたい 6. 悲しみを選んで 7. 君と歩いてく 8. Crystal Eyes 9. もう泣かないで |
| I. D.                             | 1993年1月21日 (VHS) 1993年2月3日 (LD) | 1. もう泣かないで 2. 見つめていても 3. 君の翼～だいじょうぶだから 4. あなたじゃなければ 5. 凍えるSympathy |
| LIVE TOUR ’93 ”After, I miss You” | 1993年7月7日 (VHS) 1993年7月21日 (LD) | 収録：1993年4月25日、東京・渋谷公会堂 他 1. I miss You 2. 君の翼～だいじょうぶだから 3. Crystal Eyes 4. ノーと言えない 5. 何かが道をやってくる 6. キスをして、恋をして 7. あなたじゃなければ 8. 悲しみを運んで 9. 凍えるSympathy 10. 少し、離れてようよ～風の迷路 11. 素敵になれる 12. もう泣かないで 13. 君と歩いてく 14. もう泣かないで |

## 出演
CoCo時代に出演した番組はCoCo (アイドルグループ)を参照。

### 映画
- SO WHAT（1988年、松竹）

### テレビ番組
- 愛という名のもとに（1992年、フジテレビ） - 藤木由美 役
- 逃亡者 第7話「セーラー服に秘められた事実が…」（1992年、フジテレビ）
- 華岡青洲の妻（1992年、フジテレビ） - 雪乃 役
- 積木くずし崩壊、そして…（1994年、テレビ東京） - 泉ひかり 役

### ラジオ番組
- 瀬能あづさマイ・ブライト・ナイト（文化放送）

## 写真集
- 予感（1991年10月、ワニブックス、撮影：山内順仁）ISBN 4-8470-2218-1
- Liberty（1992年11月10日、ワニブックス、撮影：萩庭桂太）ISBN 4-8470-2297-1
- LEGENDE（2004年5月26日、ワニブックス、撮影：山内順仁）ISBN 4-8470-2807-4